# Duché de Berry
 (mars 2023).
Si vous disposez d'ouvrages ou d'articles de référence ou si vous connaissez des sites web de qualité traitant du thème abordé ici, merci de compléter l'article en donnant les références utiles à sa vérifiabilité et en les liant à la section « Notes et références ».
1360
Le duché de Berry est un ancien duché du royaume de France, couvrant les actuels départements du Cher et de l'Indre. Sa capitale était Bourges, également centre du bailliage de Berry, auxquels s'ajoutaient les châtellenies de Lury, Mehun-sur-Yèvre et Vierzon.
Confié en apanage à plusieurs reprises à des princes de la famille royale, il connut une existence intermittente et éphémère, à partir de sa constitution, en octobre 1360, au profit de Jean de France, troisième fils du roi Jean II le Bon.
À la mort du duc de Berry, en 1416, le duché retourne au domaine royal. Le dauphin Charles, fils du roi Charles VI et d'Isabeau de Bavière, et futur Charles VII, est titré duc de Berry en 1417. Il fuit de Paris, à l'âge de 15 ans, poursuivi par des tueurs bourguignons qui tentaient de le capturer. Entouré de ses fidèles conseillers armagnacs, qui constituent sa garde rapprochée, il fixe sa résidence à Bourges en 1418 et il sera ainsi surnommé Roi de Bourges par ses adversaires bourguignons et anglais. Il aimait se retirer dans le château royal de Mehun-sur-Yèvre, où il est mort en 1461.
En 1517, Marguerite de Navarre reçoit le duché du Berry et est alors élevée à une dignité jusque-là réservée aux gentilshommes : pour la première fois, « pair » prend la marque du féminin. 
Le duché est encore confié en apanage à plusieurs princes du sang, notamment à Charles de France, fils de Louis XIV, au futur Louis XVI avant qu'il ne devienne dauphin de France, puis au fils cadet du futur Charles X, Charles-Ferdinand d'Artois. 
L'existence administrative du Berry se termine lors de la Révolution Française, où il fut séparé entre plusieurs départements.

## Article annexe
- Duc de Berry